# Aerei della Aeronautica sovietica nella seconda guerra mondiale
Aerei impiegati dalla Sovetskie Voenno-vozdušnye sily durante la Seconda guerra mondiale.

## Caccia
- Bereznjak-Isaev BI
- Ilyushin Il 2
- Lavochkin La-5
- Lavochkin La-7
- Lavochkin Gorbunov Gudkov LaGG-3
- Mikoyan-Gurevich MiG-1
- Mikoyan-Gurevich MiG-3
- Mikoyan-Gurevich MiG-5
- Petlyakov Pe-3
- Polikarpov I-5
- Polikarpov I-15
- Polikarpov I-16
- Polikarpov I-17
- Polikarpov I-153
- Polikarpov Po-2
- Yakovlev Yak-1
- Yakovlev Yak-3
- Yakovlev Yak-7
- Yakovlev Yak-9

## Bombardieri
- Arkhangelsky Ar-2
- Ilyushin DB-3
- Ilyushin Il-4
- Ilyushin Il-10
- Kalinin K-7
- Petlyakov Pe-2
- Petlyakov Pe-8
- Polikarpov R-5
- Sukhoi Su-2
- Sukhoi Su-6
- Tupolev SB-2
- Tupolev TB-3
- Tupolev Tu-2
- Yakovlev Yak-2
- Yakovlev Yak-4

## Da ricognizione
- Yakovlev R-12

## Da addestramento
- Polikarpov U-2
- Polikarpov UTI-4

## Da trasporto
- Lisunov Li-2
- Tupolev G-2

## Idrovolanti
- Beriev KOR-1
- Beriev KOR-2
- Beriev MBR-2
- Tchetverikov ARK-3
- Tchetverikov MRD-6

## Aerei acquisiti da Paesi Alleati
Cecoslovacchia
- Letov Š-328

 Francia
- Bleriot Spad 51

 Regno Unito
- Armstrong Whitworth AW.41 Albemarle
- de Havilland DH.98 Mosquito
- Handley Page HP 52 Hampden
- Hawker Hurricane
- Supermarine Spitfire

 Stati Uniti
- Bell P-39 Airacobra
- Bell P-63 Kingcobra
- Consolidated PBY Catalina
- Curtiss Model 85
- Curtiss O-52 Owl
- Curtiss P-40
- Douglas A-20 Havoc/Boston
- North American B-25 Mitchell
- North American T-6 Texan
- Republic AT-12
- Republic P-47 Thunderbolt
- Seversky P-35
- Vultee V-11GB

## Aerei di preda bellica
Germania
- Arado Ar 196
- Bücker Bü 131 Jungmann
- Dornier Do 24
- Dornier Do 217
- Focke-Wulf Fw 58
- Focke-Wulf Fw 189
- Focke-Wulf Fw 190
- Junkers Ju 88
- Junkers W 34
- Messerschmitt Bf 109
- Messerschmitt Bf 110
- Messerschmitt Me 163
- Messerschmitt Me 262
- Messerschmitt Me 410 Hornisse
- Siebel Si 204

 Lettonia
- Gloster Gladiator (di fabbricazione britannica)
- RWD-8 (di fabbricazione polacca)

 Lituania
- ANBO-IV

 Italia
- Caproni Ca.311
- Savoia-Marchetti S.M.79 (esemplari ex jugoslavi)

 Romania
- IAR 80